# Saxifraga androsacea
Saxifraga androsacea är en stenbräckeväxtart som beskrevs av Carl von Linné. Saxifraga androsacea ingår i Bräckesläktet som ingår i familjen stenbräckeväxter. Inga underarter finns listade i Catalogue of Life.

## Bildgalleri

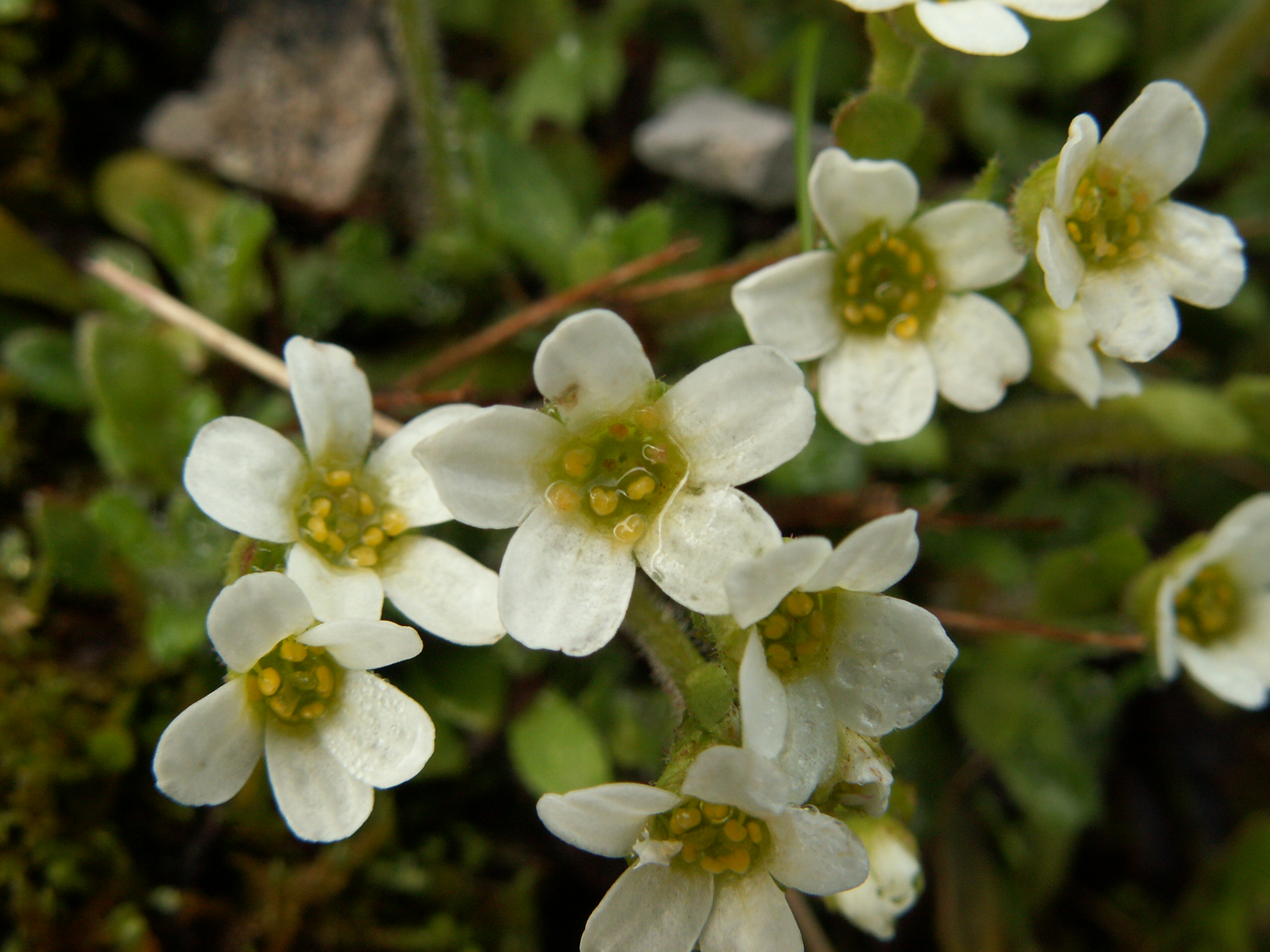
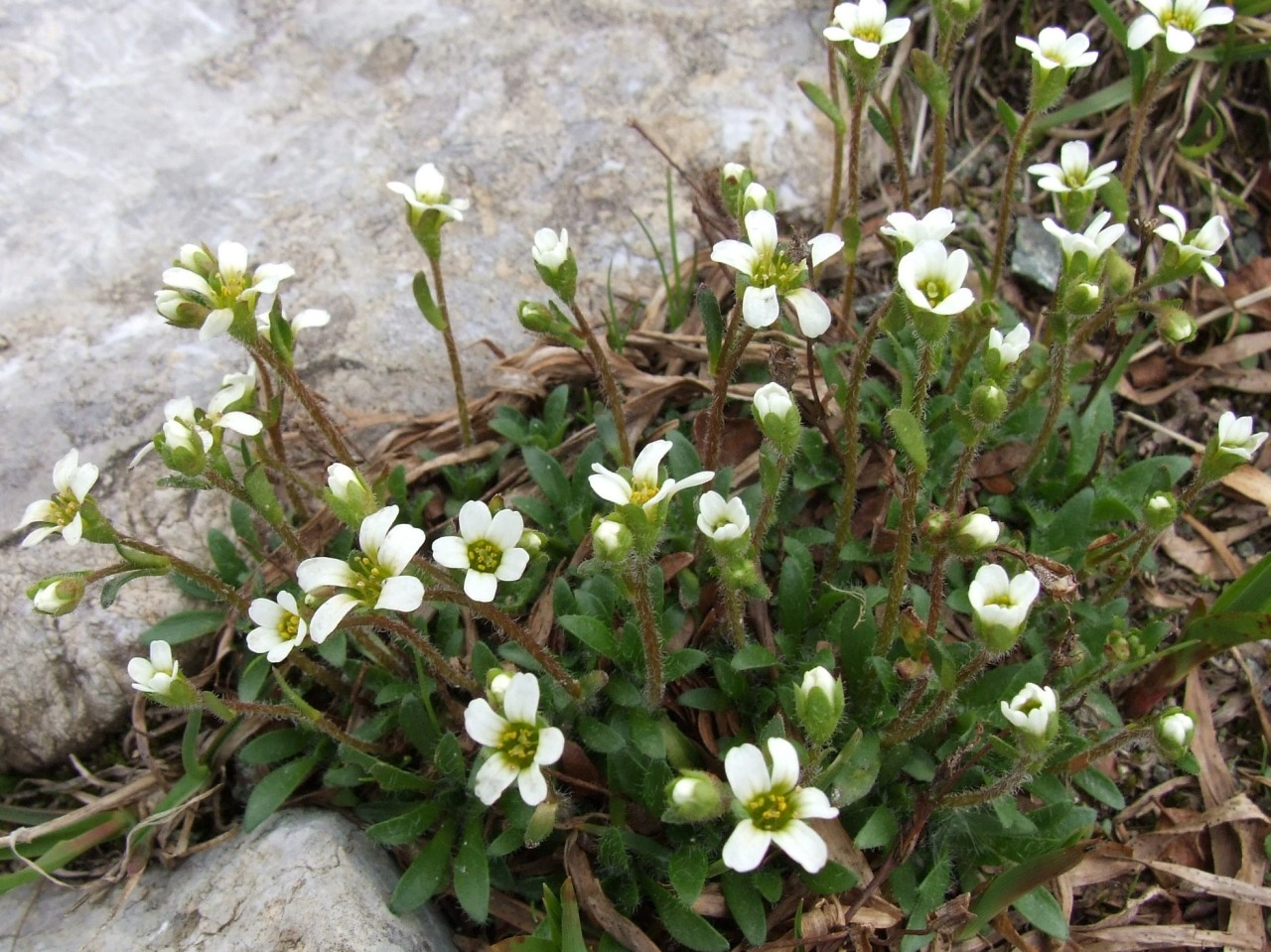
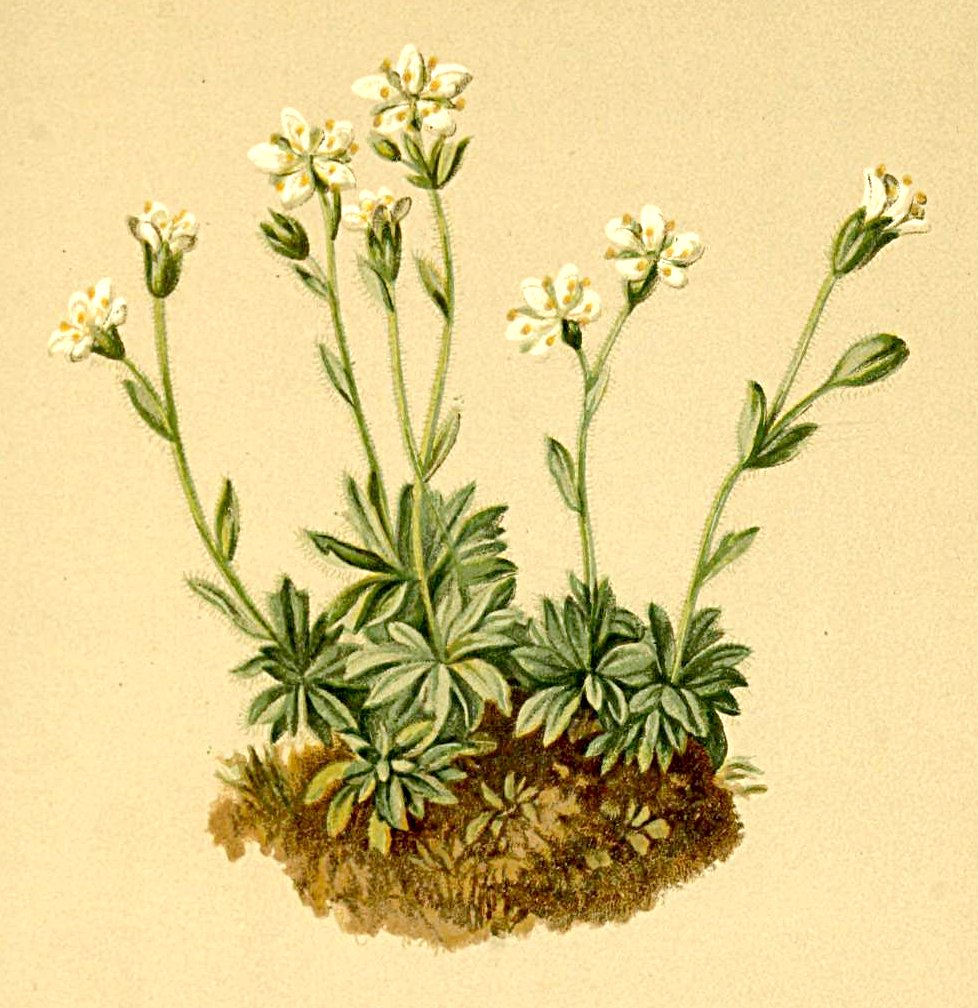
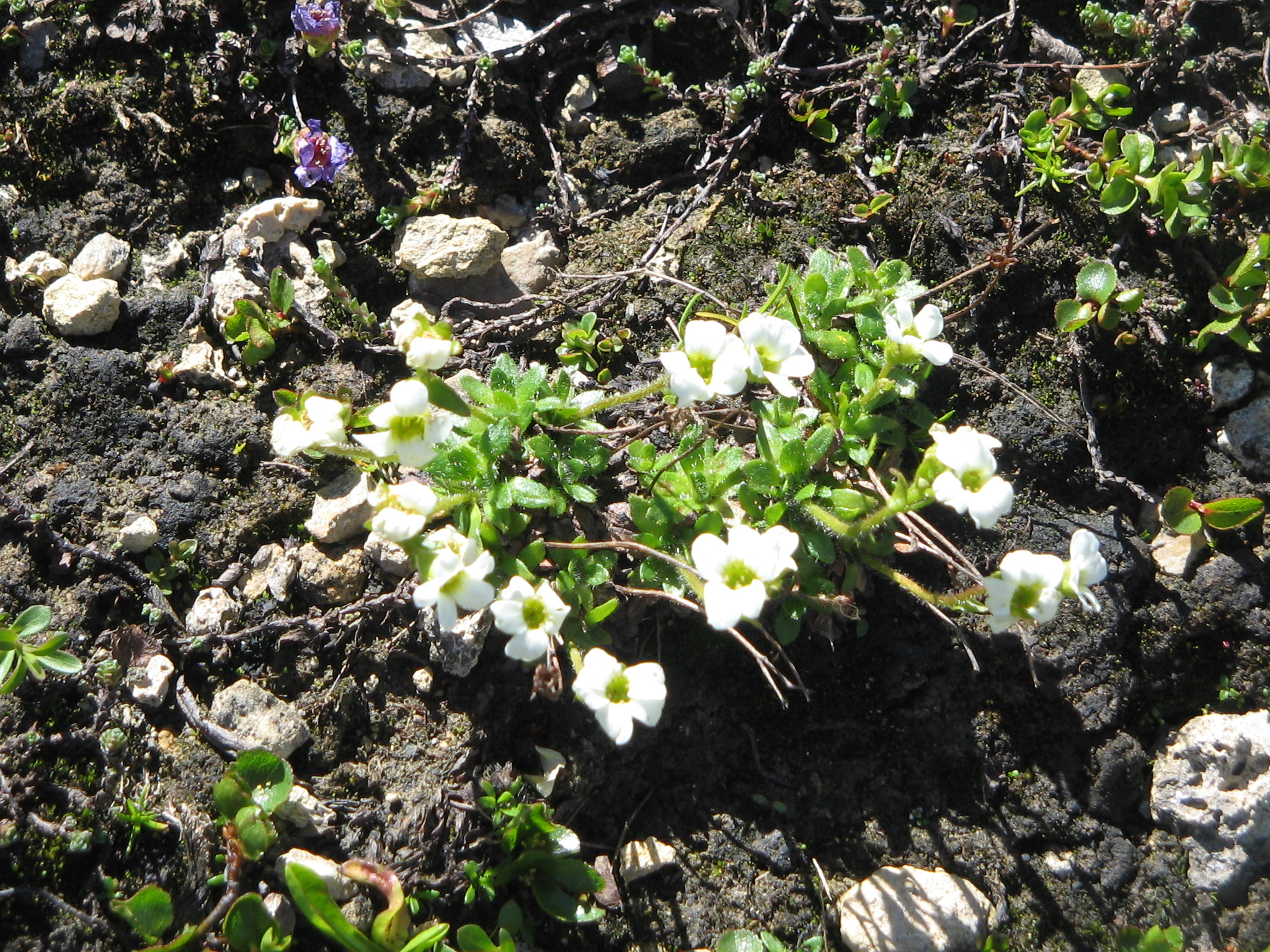